# 50-та ракетна дивізія (СРСР)
50-та ракетна Червонопрапорна дивізія (50 РД, в/ч 52035) — військове з'єднання в складі 43-ї ракетної армії РВСП Збройних сил СРСР.

## Історія
У травні 1953 року, відповідно до директиви Генерального штабу Радянської Армії від 26 лютого 1953 року на полігоні Капустін Яр почалося формування 80-ї інженерної бригади РВГК. До грудня 1953 року формування бригади було закінчено і у лютому-березні 1954 року вона була передислокована в с. Білокоровичі, Олевського району, Житомирської області. Директивами МО СРСР від 5 квітня 1961 року і Головнокомандувача РВСП від 13 квітня 1961 року управління 80-ї інженерної бригади переформовано в управління 50-ї ракетної дивізії.
У 1961 році з 5 серпня по 16 вересня деякі частини і підрозділи ракетної дивізії брали участь у спеціальному навчанні Ракетних військ стратегічного призначення і здійснили два навчально-бойових пуски ракет Р-12 з термоядерними головними частинами з польових позицій в районі Салехард на Новоземельскому полігоні (операція «Роза»).
1984 року дивізія в складі п'яти ракетних полків, інших спеціальних частин і підрозділів, почала переозброєння на нові мобільні ґрунтові ракетні комплекси РСД-10 «Піонер» і заступила на бойове чергування.
4 травня 1985 року Указом Президії Верховної Ради СРСР 50-та ракетна дивізія була нагороджена у зв'язку з 40-річчям Перемоги радянського народу у Великій Вітчизняній війні 1941—1945 років орденом Червоного Прапора.
У 1986 році в с. Білокоровичі Житомирської області була створена 84-та окрема вертолітна ескадрилья (ОВЕ).
З вересня 1989 по квітень 1991 року, п'ять ракетних полків були зняті з бойового чергування і розформовані.
30 квітня 1991 року підписано наказ про припинення існування дивізії.

## Склад

### 1960
- 163-й ракетний полк (Білокоровичі, Житомирська область);
- 181-й ракетний полк (Липники, Житомирська область);
- 432-й ракетний полк (Коростень, Житомирська область).

### 1985
- 60-й ракетний полк, в/ч 99931 (Висока Піч, Житомирська область);
- 163-й ракетний полк, в/ч 32156 (Білокоровичі, Житомирська область);
- 181-й ракетний полк, в/ч 32157 (Липники, Житомирська область);
- 431-й гвардійський ракетний полк, в/ч 44023 (Висока Піч, Житомирська область);
- 432-й ракетний полк, в/ч 44124 (Коростень, Житомирська область).

## Озброєння
- (1960—1984) Р-12У (8К63)
- (1985—1991) РСД-10 «Піонер-У» (15Ж45, SS-20)

## Командири дивізії
- Генерал-майор Гнидо Петро Андрійович (липень 1961—1964)
- генерал-майор Бондаренко Борис Андрійович (1964—1971)
- генерал-майор Лобанов Борис Іванович (1971—1975)
- генерал-майор Іванушкін Василь Матвійович (1975 — серпень 1978)
- генерал-майор Чічеватов Микола Максимович (серпень 1978—1982)
- генерал-майор Вершков Іван Васильович (1982 — вересень 1985)
- генерал-майор Вахрушев Леонід Петрович (серпень 1985 — квітень 1991)